# Atriplex canescens
Atriplex canescens là loài thực vật có hoa thuộc họ Dền. Loài này được (Pursh) Nutt. mô tả khoa học đầu tiên năm 1818.